# Albert Lederle

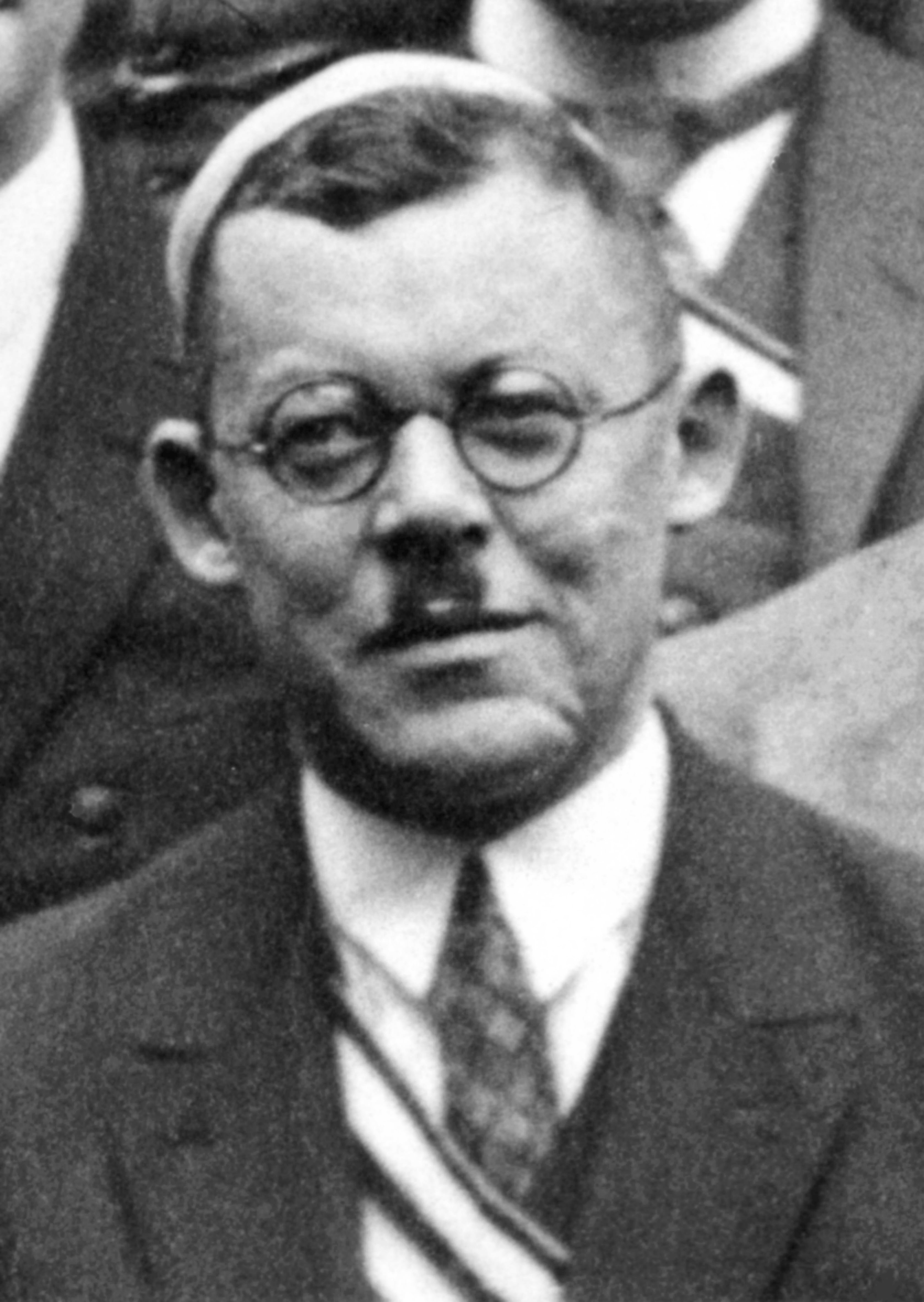
Albert Lederle

Albert Lederle (* 22. Dezember 1874 in Ludwigshafen am Rhein; † 31. Dezember 1931 ebenda) war ein deutscher Verwaltungsjurist, zuletzt Vorsteher des Bezirksamts Ludwigshafen am Rhein.

## Leben
Lederle war Sohn eines Fabrikanten. Er studierte an der Ludwig-Maximilians-Universität München und der Ruprecht-Karls-Universität Heidelberg Rechtswissenschaft und wurde Mitglied des Corps Suevia München (1895) und des Corps Rhenania Heidelberg (1896). 1903 wurde er an der Friedrich-Alexander-Universität Erlangen zum Dr. iur. promoviert. Nach dem Assessorexamen trat er in den bayerischen Verwaltungsdienst. Er war kurzzeitig als Amtsanwalt in Ludwigshafen, dann längere Zeit im rechtsrheinischen Bayern beschäftigt. 1924 kehrte er als Oberregierungsrat und Amtsvorstand (Landrat) des Bezirksamts Ludwigshafen in die Pfalz zurück. Dieses Amt bekleidete er bis zu seinem Tod. 1928–1931 war er Aufsichtsratsvorsitzender der Bezirkssparkasse Ludwigshafen am Rhein. 1931 wurde er zum Vorsitzenden der „Notgemeinschaft Ludwigshafen und Umgebung“ gewählt, die für das Winterhilfswerk des Deutschen Volkes Spenden sammelte. Als Reserveoffizier gehörte Lederle dem Königlich Bayerischen 5. Chevaulegers-Regiment „Erzherzog Friedrich von Österreich“ an.